# Shangri-La Air
Shangri-La Air war eine in Nepal ansässige Fluggesellschaft mit Sitz in Kathmandu, die ihren Betrieb im Jahr 2008 einstellte. Das Unternehmen arbeitete ab 2001 mit Necon Air zusammen, welche bis 2003 aktiv war.

## Geschichte
Shangri-La Air wurde 1999 gegründet und übernahm im Oktober desselben Jahres mit einer DHC-6-300 Twin Otter ihr erstes Flugzeug. Der Unternehmensname leitet sich aus dem Roman Lost Horizon von James Hilton ab: Shangri-La, ein fiktiver Ort im Himalaya, steht darin als ein Synonym für das Paradies.
Die Gesellschaft bot neben Charterflügen regelmäßige Linienflüge innerhalb Nepals zwischen Pokhara, Jomsom, Lukla, Phaplu, Bhairahawa, Bharatpur, Rumjatar und Simara an. Charterflüge konnten sowohl für Passagiere als auch für Fracht gebucht werden. Zudem warb die Gesellschaft mit der von ihr sogenannten Ultimate Everest Experience, einem regelmäßigen Rundflug für Touristen in 7620 Meter Höhe nahe dem Gipfel des Mount Everest.
Im Rahmen einer operativen Kooperation arbeitete Shangri-La Air ab Oktober 2001 mit Necon Air zusammen. Shangri-La Air hatte zu dieser Zeit 250 Beschäftigte und eine Flotte von zwei Beechcraft 1900C sowie drei DHC-6 Twin Otter. Die beiden Beechcraft 1900C nutzte fortan Necon Air.
Im Frühjahr 2002 bestand die Flotte der Shangri-La Air aus drei DHC-6-300 Twin Otter. Nach dem Verlust einer DHC-6 im August 2002 (siehe Zwischenfälle) setzte das Unternehmen den Betrieb zunächst mit den zwei verbliebenen Flugzeugen fort. Ab Frühjahr 2007 bestand die Flotte aus nur noch einer DHC-6-300, die bis zur Betriebseinstellung im Jahr 2008 zum Einsatz kam.

## Zwischenfälle
Am 22. August 2002 prallte eine DHC-6-300 Twin Otter (Kennzeichen: 9N-AFR) der Shangri-La Air im Anflug auf den Flughafen Pokhara gegen einen Berg. Bei dem Absturz kamen alle 18 Insassen ums Leben; darunter ein britischer, ein US-amerikanischer und 13 deutsche Staatsangehörige sowie die drei nepalesischen Besatzungsmitglieder. Der Flug wurde als touristischer Charterflug durchgeführt. Die Maschine war für den 25-minütigen Flug nach Pokhara um Ortszeit 09:41 Uhr in Jomsom gestartet. Gegen 10:00 Uhr Ortszeit verlor die Flugsicherung den Kontakt mit der Maschine.
Die Strecke zwischen Jomsom und Pokhara führt zwischen den über 8000 Meter hohen Annapurna und Dhaulagiri durch eine mehr als 5600 Meter tiefe Schlucht und gilt unter Piloten selbst bei guten Wetterbedingungen als schwierig. Das Unglück ereignete sich während der Monsunzeit. Der Berg war an diesem Tag vollständig von Wolken verdeckt. Starker und seit drei Tagen ununterbrochener Regen, verbunden mit stürmischen Windböen, erschwerte den Anflug auf den Flughafen Pokhara zusätzlich. Ein Vorstandsmitglied der Shangri-La Air gab an, dass sich die 20 Jahre alte Twin Otter in einem guten technischen Zustand befand. Die 1982 von LIAT in Betrieb genommene Maschine wurde 1998 an Trans-Pacific Airlines verkauft und 1999 von Shangri-La Air übernommen. Ein Flugschreiber befand sich nicht an Bord, da dies nach den nepalesischen Gesetzen nicht erforderlich war. Shangri-La Air hatte nach offiziellen Angaben bis zu diesem Zeitpunkt keine schlechte Sicherheitsbilanz vorzuweisen.
Die Such- und Bergungsarbeiten gestalteten sich infolge des anhaltenden Regens schwierig. Zum Einsatz kamen unter anderem Armeehubschrauber und Spezialeinheiten der Streitkräfte Nepals. Erst am späten Nachmittag des 23. August konnte das Wrack in der Nähe des Dorfes Dopahar, fünf Kilometer südöstlich von Pokhara, gefunden werden. Zur Mitwirkung an den Bergungsarbeiten reisten eine Mitarbeiterin der deutschen Botschaft in Kathmandu sowie der britische Konsul an den Unfallort. Die verstreut in einem dichten Waldgebiet geborgenen und stark verkohlten Leichen wurden in einem Transportflugzeug der nepalesischen Luftwaffe nach Kathmandu überführt. Aufgrund der überwiegend deutschen Opfer entsandte die Bundesstelle für Flugunfalluntersuchung zur Ermittlung der Absturzursache ein Expertenteam nach Nepal.
Die deutschen Absturzopfer waren zwischen 35 und 58 Jahre alt und kamen aus Bayern, Baden-Württemberg, Berlin und Nordrhein-Westfalen. Sie befanden sich auf der Heimreise von einer Trekkingtour durch  Mustang und sollten noch an diesem Tag nach Deutschland zurückkehren. Der zu dieser Zeit amtierende deutsche Außenminister Joschka Fischer sprach den Familienangehörigen sein Beileid aus.